# Harpalus lewisi
Harpalus lewisi är en skalbaggsart som beskrevs av Leconte. Harpalus lewisi ingår i släktet Harpalus och familjen jordlöpare. Inga underarter finns listade i Catalogue of Life.